# Мацей Налєпа
Ма́цей Налєпа (пол. Maciej Nalepa; 31 березня 1978, Тарнів) — польський футболіст, воротар.

## Біографія
Народився 31 березня 1978 у місті Тарнові, але прожив там всього до двох років. Потім разом з батьком, який теж був футболістом, переїхав до Ряшова, де його родина живе і понині. Має брата Гжегожа, який також є воротарем і виступає за Сталь (Ряшів) у третій за рангом лізі Польщі.

## Клубна кар'єра
У віці десяти років пішов у футбольну школу в місті Ряшеві. У Польщі грав за команди першого дивізіону. У 2001 році перейшов у львівські «Карпати» і відразу завоював місце в стартовому складі. У лютому 2005 році перейшов на правах оренди до латвійської «Венти» з міста Кулдіга, яку на той час тренував український спеціаліст Олег Лужний. Але влітку того ж року у команди виникли фінансові труднощі, через які Налєпа повернувся в «Карпати». Та за цей час він встиг втратити своє місце в основному складі Карпат, і через що в липні 2008 року за 700.000 € перейшов у ФК «Харків». Але і тут він не зміг стати основним, до того ж і клуб у кінці сезону вилетів із Прем'єр-ліги, тому гравець у статусі вільного агента покинув ФК Харків.
Гравця хотіли бачити у своєму складі велика кількість польських клубів, серед яких ЛКС (Лодзь), Заглембє (футбольний клуб, Любін) та Полонія (Битом). Але він 18 жовтня 2009 року підписав контракт на один рік з клубом П'яст (Глівіце).

## Збірна
Провів два матчі за збірну Польщі.
| №  | Дата           | Місце        | Суперник          | Рахунок | Статус гри  | У грі  |
| -- | -------------- | ------------ | ----------------- | ------- | ----------- | ------ |
| 1. | 6 червня 2003  | Познань      | Казахстан         | 3-0     | Товариський | з 46'  |
| 2. | 21 лютого 2004 | Сан-Фернандо | Фарерські острови | 6-0     | Товариський | до 45' |